# Hypogastrura exigua
Hypogastrura exigua är en urinsektsart som beskrevs av Hermann Gisin 1958. Hypogastrura exigua ingår i släktet Hypogastrura och familjen Hypogastruridae. Inga underarter finns listade i Catalogue of Life.